# Gowsuwar
Gowsuwar (kirgisisch Говсувар) ist ein Dorf in Kirgisistan mit 1187 Einwohnern (Stand 2024).

## Geographie
Das Dorf liegt im Rajon Batken des Oblus Batken. Es ist der Landgemeinde Ak-Tatyr untergeordnet. Das Dorf liegt im zentralen Teil des Oblus, durchflossen vom Andygen in einer Entfernung von etwa 27 Kilometern (Luftlinie) südwestlich der Stadt Batken, dem Verwaltungszentrum des Oblus und des Rajons.

## Bevölkerung
| Jahr | Einwohner |
| ---- | --------- |
| 2009 | 0762      |
| 2015 | 1010      |
| 2024 | 1187      |

Anmerkung: 2009 Volkszählungsdaten, 2015–2024 Fortschreibung